# 발트해
발트해(독일어: Baltisches Meer, 라트비아어: Baltijas jūra, 리투아니아어: Baltijos jūra, 폴란드어: Morze Bałtyckie or Bałtyk, 러시아어: Балтийское море, 문화어: 발뜨해)는 북유럽의 바다로, 스칸디나비아반도와 북유럽, 동유럽, 중앙유럽, 그리고 덴마크의 섬들로 둘러싸인 바다를 말한다. 카테가트 해협과 스카게라크 해협을 통해 북해·대서양과 연결되어 있다. 백해-발트해 운하를 통해 백해와, 킬 운하를 통해 북해와 바로 연결된다.

## 이름
고대 로마의 역사가 타키투스는 게르만족의 분파인 수에비족의 이름을 빌어 수에비해(라틴어: Mare Suebicum)라 불렀다. 발트해라는 이름은 17세기 독일의 연대기 작가 브레멘의 아담의 기록에 처음으로 등장한다. 이 이름은 덴마크에 있는 릴레벨트 해협에서 유래하였다는 설과 라틴어 'balteus'에서 유래하였다는 설이 있다. 어느쪽이 되었든 발트해라는 이름은 허리띠를 뜻하는 덴마크어 'bælte'와 관련이 있다. 브레멘의 아담은 퓐섬을 대 플리니우스의 《박물지》에 실린 전설의 섬 발티아와 연결지어 이런 이름을 붙였으리라 여겨지고 있다.
중세 이래 이 바다의 이름은 언어에 따라 여러 가지로 불려왔다. 발트해라는 이름이 공식적인 이름이 된 것은 19세기 이후이다. 언어별로 발트해를 부르는 이름은 다음과 같다.
- 영어를 제외한 게르만어파에서는 동해라고 부른다. 네덜란드어(네덜란드어: Oostzee 오스체이[*]), 노르웨이어(노르웨이어: Østersjøen 외스테르셰엔[*]), 덴마크어(덴마크어: Østersøen 외스테르쇠엔[*]), 독일어(독일어: Ostsee 오스트제[*]), 스웨덴어(스웨덴어: Östersjön 외스테르셴[*]), 아이슬란드어와 페로어(Eystrasalt)도 이와 마찬가지로 적용된다.
- 핀우그리아어파에 속하는 에스토니아어에서는 에스토니아의 서쪽에 있는 바다라고 하여 서해(에스토니아어: Läänemeri 래네메리)라고 부른다. 반면 핀란드어에서는 스웨덴어를 차용하여 동해(핀란드어: Itämeri 이태메리[*])라고 한다.
- 발트해라고 부르는 언어에는 다음이 있다.
  - 영어(Baltic sea), 라틴어(Mare Balticum), 로망스어군의 프랑스어(Mer Baltique), 이탈리아어(Mare Baltico), 루마니아어(Marea Baltică), 스페인어(Mar Báltico), 슬라브어파의 폴란드어(Morze Bałtyckie or Bałtyk), 카슈브어(Bôłt), 러시아어(Балтийское море), 발트어파의 라트비아어(Baltijas jūra), 리투아니아어(Baltijos jūra)

## 지리와 자연

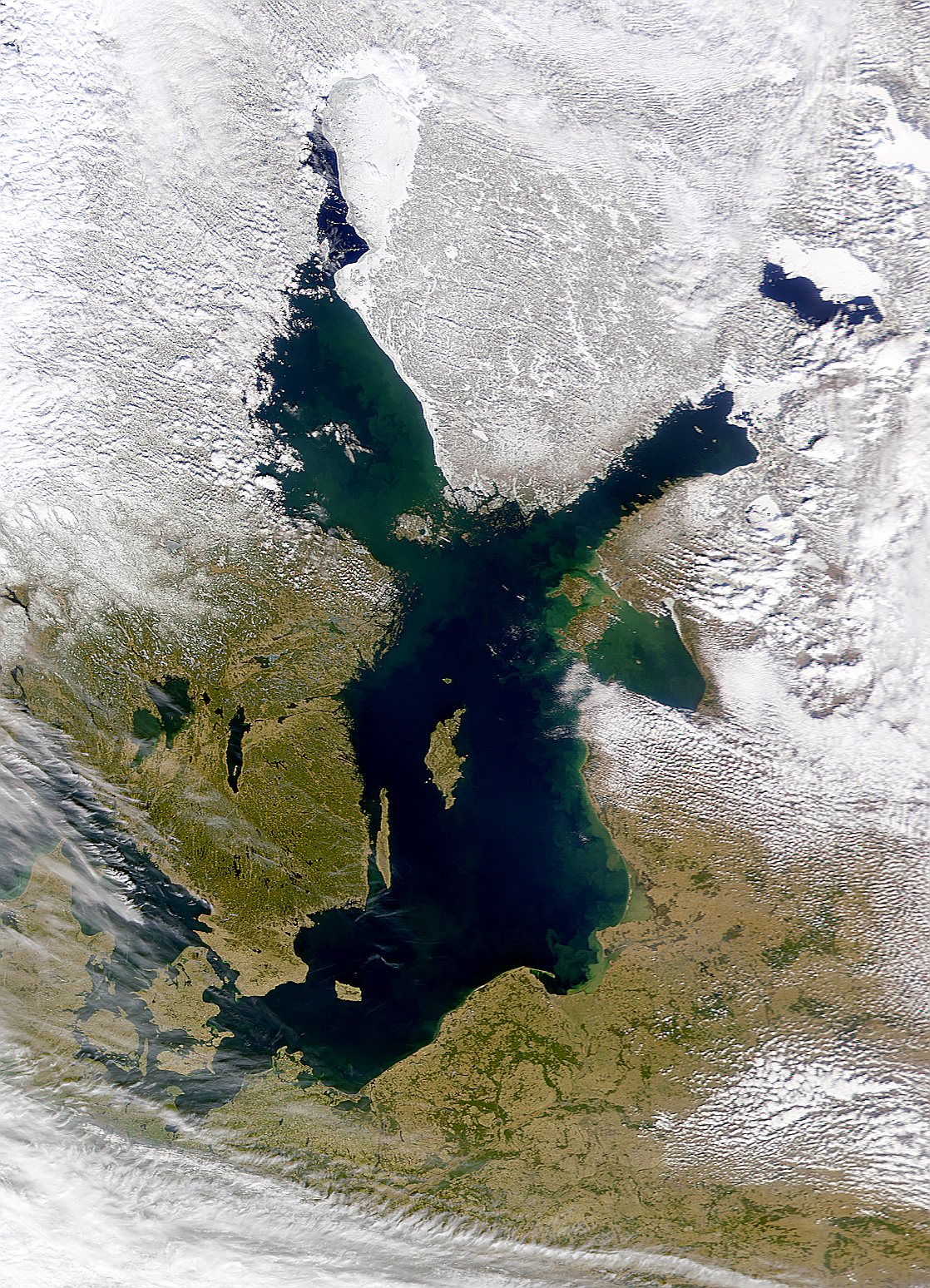
겨울의 발트해

발트해는 육지에 둘러싸인 염수이다. 입구가 윌란반도로 막혀 있어 거의 내해나 다름없기 때문에 조석 간만의 차가 거의 없다. 하천으로부터의 풍부한 하천수의 유입과 냉량한 기후로 인한 증발량이 적어 0.6~0.3%의 낮은 염분 함유량을 나타낸다.

### 측량
발트해는 길이 1600 km, 폭 193 km, 평균 수심 55m이다. 가장 깊은 곳은 459m(1506 ft)이다. 면적은 약 377,000 km2, 체적은 약 21,000 km3이다. 둘레는 약 8000km이다.

### 해빙
발트해는 지구의 북반구 고위도에 위치하여 겨울동안 많은 지역이 얼어붙는다. 보트니아만과 핀란드만, 리가 만을 포함한 최대 45%의 지역이 겨울에 얼어붙는다. 보트니아만 북부에서 생기기 시작한 얼음은 1월이 되면 보트니아 만 전체로 퍼진다. 1월 말이 되면 핀란드 만과 리가만도 얼게 된다. 겨울철에 형성된 해빙은 2월 - 3월 까지도 존재한다. 보트니아 만 북부의 경우 얼음의 두께가 70cm이상이 된다.
얼음이 어는 정도는 겨울철 기온에 따라 다르다. 1703년 겨울에는 덴마크 해협까지 얼어붙은 적이 있는가 하면 1708년 겨울에는 보트니아 만과 리가 만 정도만 얼어붙고 다른 지역은 얼지 않기도 하였다. 2007년 겨울에는 3월이 되기 전에 모든 지역의 얼음이 녹았다. 일반적으로 핀란드 만의 경우 4월 말에 얼음이 녹으며 보트니아 만의 경우 늦어도 6월 초에는 얼음이 사라진다.

### 환경

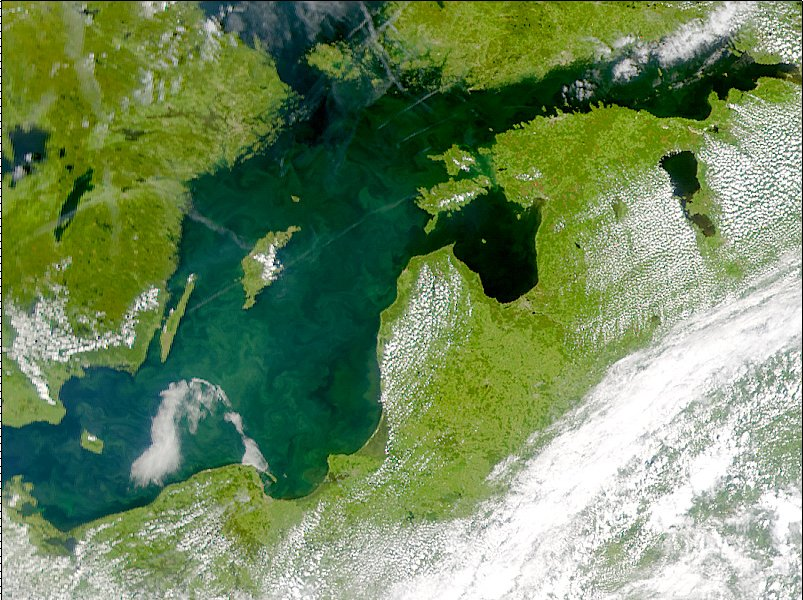
부영양화로 인해 2001년 6월에 발생한 적조현상

발트해는 하나의 거대한 만과 같은 구조를 지니고 있어, 수질 오염에 취약하다. 1970년 룬트홀름은 발트해의 심층부에서 산소가 급격하게 줄고 인이 늘어나 부영양화가 진행되고 있음을 보고하였다. 1968년 환경 조사에서는 황화수소마저 검출되었다. 발트해 연안의 국가들은 지속가능한 발전을 위해 발트해 어젠다 21을 시행하고 있다. 또한 유네스코와 협력하여 발트해 프로젝트를 진행하고 있다. 이 프로젝트는 발트해의 수질, 대기 등에 대한 교육자료를 제공하고 있다.
또한 지구온난화에 의한 영향도 나타나, 지난 200년간 연평균 기온은 1도 정도 상승하였고 해수면 역시 20 cm 정도 상승하였다. 또한 매년 얼음이 어는 지역이 줄어들고 있다.

### 하위 구분

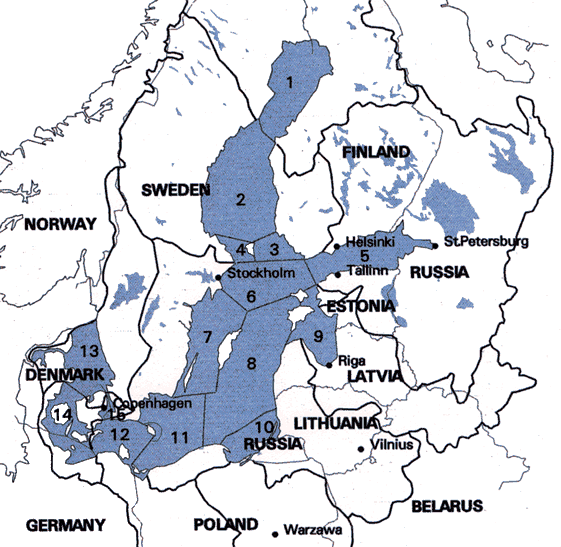
발트해의 지역과 분지
(1) 보트니아만 (북)
(2) 보트니아해
(1)+(2)+(3·4 일부) 보트니아만
(3) 핀란드 다도해
(4) 올란드해
(5) 핀란드만
(6) 북부 발트해 본토
(7) 고틀란드 분지 서부
(8) 〃 동부
(9) 리가만
(10) 그단스크만
(11) 보른홀름 분지 및 하노 바이트
(12) 아르코나곶 분지
(12 제외 6) 발트해 본토
(13) 카테가트 해협 (필수 요소는 아님)
(14) 스토레벨트 해협 및 릴레벨트 해협
(15) = 외레순 해협
(14·15) = 덴마크 해협 (필수 요소는 아님)

발트해 북부는 보트니아만으로 알려져 있으며, 가장 북쪽에는 보트니아만 (북)이 있다. 만의 더 둥근 남쪽 분지는 보트니아해라고 불리며, 바로 남쪽에는 올란드해가 있다. 핀란드만은 발트해와 상트페테르부르크를 연결하며, 리가만은 라트비아의 수도 리가와 에스토니아의 사레마 섬 사이에 있다.
북부 발트해는 스톡홀름 지역, 핀란드 남서부, 에스토니아 사이에 있으며, 서부·동부 고틀란드 분지는 중부 발트해와 발트해의 주요 부분을 형성하고 있다. 보른홀름 분지는 보른홀름 동쪽 지역에 있며, 이보다 더 얕은 아르코나 분지는 보른홀름에서 덴마크의 팔스터 섬과 셸란 섬까지 뻗어 있다.
남부에는 그단스크만이 폴란드 해안의 헬반도 동쪽, 칼리닌그라드주의 삼비아 반도 서쪽에 있다. 포메라니아만은 우제돔섬·우즈남섬과 볼린 섬 북쪽, 뤼겐섬 동쪽에 있다. 팔스터와 독일 해안 사이에는 메클렌부르크만과 뤼베크만이 있으며, 발트해 서쪽 끝에는 킬만이 있다. 스토레벨트 해협, 릴레벨트 해협, 외레순 해협 등 덴마크의 세 해협은 발트해와 북해의 카테가트 해협 및 스카게라크 해협을 연결한다.

### 통계
| 하위영역        | 면적    | 면적    | 부피   | 부피  | 최대수심 | 최대수심 | 평균수심 | 평균수심 |
| 하위영역        | km2     | sq mi   | km3    | cu mi | m        | ft       | m        | ft       |
| --------------- | ------- | ------- | ------ | ----- | -------- | -------- | -------- | -------- |
| 발트해 본토     | 211,069 | 81,494  | 13,045 | 3,130 | 459      | 1,506    | 62.1     | 204      |
| 보스니아만      | 115,516 | 44,601  | 6,389  | 1,533 | 230      | 750      | 60.2     | 198      |
| 핀란드만        | 29,600  | 11,400  | 1,100  | 260   | 123      | 404      | 38.0     | 124.7    |
| 리가만          | 16,300  | 6,300   | 424    | 102   | 60       | 200      | 26.0     | 85.3     |
| 벨트해·카테가트 | 42,408  | 16,374  | 802    | 192   | 109      | 358      | 18.9     | 62       |
| 발트해 전체     | 415,266 | 160,335 | 21,721 | 5,211 | 459      | 1,506    | 52.3     | 172      |

## 역사

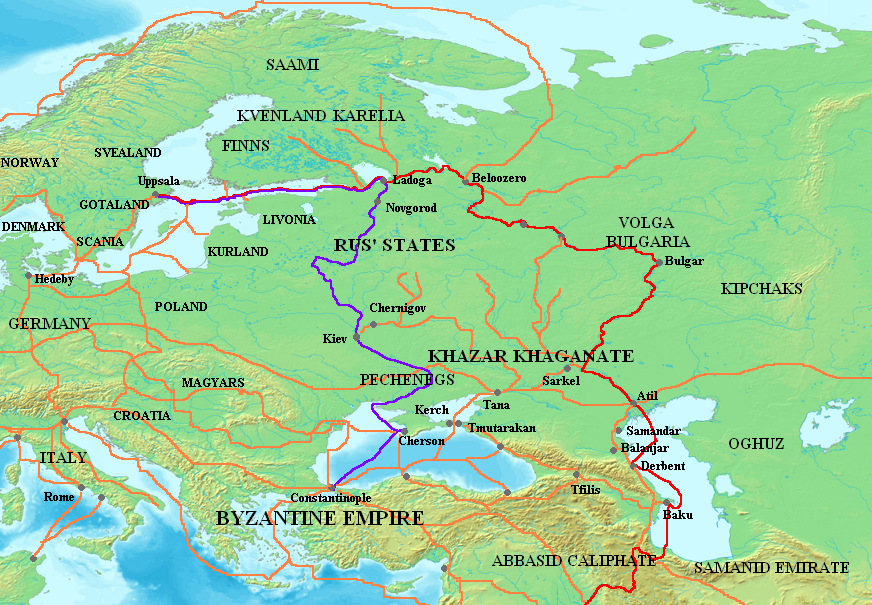
바이킹의 무역로

고대 로마시기 발트해는 수에비해로 알려져 있었다. 바이킹시기 스칸디나비아인들은 '동쪽 호수'라 불렀는데 이로 인해 스칸다니비아에서는 지금까지도 '동해'라고 부른다.
발트해는 전통적으로 어업이 성했으며 특산물로는 호박과 함께 목재, 타르, 아마, 삼, 모피 등이 취급되었다. 스웨덴에서는 중세 시기부터 철과 은을 캐는 광산이 운영되었으며, 폴란드에서는 지금도 소금 광산이 운영되고 있다. 이러한 특산물들은 고대 로마 시기부터 주요한 교역품이었다.
스칸디나비아의 바이킹들은 발트해 전역의 무역로를 독점하고 있었으나 후일 웬드족과 무역로를 놓고 싸우기도 하였다. 바이킹들은 러시아의 강을 이용하여 이 지역의 특산물을 흑해까지 운반하였다.

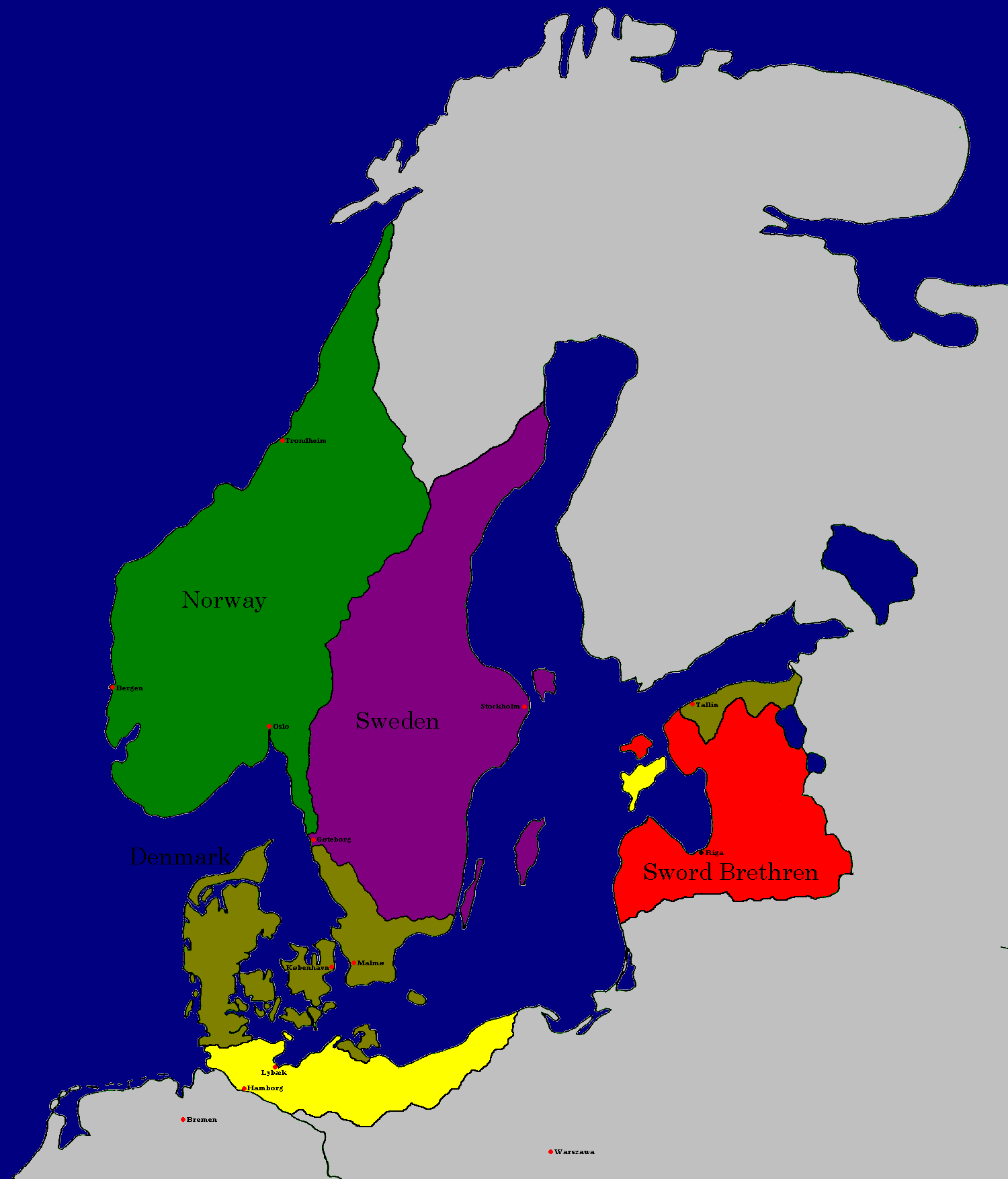
13세기 초의 북방 십자군 활동 지역

발트해 지역은 유럽 가운데 가장 늦게 기독교로 개종한 지역으로 북방 십자군이후 기독교가 널리 퍼졌다. 핀란드는 12세기 스웨덴의 십자군에 의해 점령되었으며 지금의 에스토니아와 라트비아에 해당하는 지역은 13세기 초 덴마크와 독일의 십자군의 공격을 받았다. 리보니아 검의 형제 기사단이라 불린 이들 십자군은 잔혹한 행위로 악명이 높았다. 이 기사단은 튜턴 기사단에 흡수되었으며 이후 튜턴 기사단은 에스토니아를 지배하였다. 튜턴 기사단은 발트해 동부를 지배하였는데 이들 기사단은 폴란드, 덴마크, 스웨덴, 독일, 리투아니아 그리고 러시아의 옛 국가 중 하나인 노브고로드 공화국 등에서 모인 기사들로 구성되어 있었다. 이때문에 튜턴 기사단의 국가는 모자이크 국가라고도 불린다.
11세기 무렵부터 12세기 동안 발트해에서는 웬드족을 중심으로한 슬라브족의 영향력이 증대하였다. 이들은 독일 북부를 거점으로 발트해에서 해적 활동을 벌였다.
13세기에서 17세기에 이르는동안 발트해는 한자 동맹의 영향력 아래 있었다. 한자 동맹은 발트해를 도시간의 주요 무역로로 이용하였다. 16세기에서 17세기 초까지 폴란드-리투아니아 연방, 덴마크, 스웨덴은 발트해를 두고 싸웠다. 이 싸움에서 승리한 스웨덴 제국은 발트해의 무역로를 독점하게 되었다.
18세기가 되자 발트해에서는 러시아 제국과 프로이센의 영향력이 증대하였다. 대북방 전쟁에서 스웨덴을 상대로 승리한 러시아 제국은 발트3국을 독점하였고 유럽의 주요 국가로 부각되었다.
제1차 세계대전이후 폴란드는 독일 영토인 폴란드 회랑을 영토로 편입시켜 폴란드도 발트해 인접 국가의 목록에 추가되었다. 때문에 바이마르 공화국부터 계속 독일 제국 영토를 반환할 것을 요구 하였고, 히틀러 정권이 들어서자 그 요구는 더욱 강해져 결국 제2차 세계대전이 발발하게 된다. 한편 독일의 민간 여객선이었던 빌헬름 구스틀로프호가 소련 해군의 공격으로 침몰하기도 하였다. 이 학살로 인해 9천여명 이상의 민간인이 희생되었다. 이는 지금까지 일어난 해난 사고 가운데 최악의 것이다.
2차 세계대전 이후 발트 3국은 소련에 의해 다시 점령되었다. 또한 동유럽이 역시 공산국가가 되었다. 이로 인해 발트해는 냉전 기간 동안 양극 체제의 경계선이 되었다. 서방 측은 소련의 함대가 덴마크 해협을 통과해 대서양으로 진출하는 것을 경계하였다. 냉전 체계는 소련이 붕괴한 1991년12월 26일까지 지속되었다.
2004년 발트 3국과 폴란드가 유럽 연합에 가입함으로써 발트해 대부분의 지역이 유럽 연합에 속하게 되었다. 유럽 연합에 속하지 않는 지역은 러시아의 상트페테르부르크와 칼리닌그라드주뿐이다.

## 발트해 연안국
| 발트해에 접해 있는 국가 - 덴마크 - 독일 - 라트비아 - 러시아 - 리투아니아 - 스웨덴 - 에스토니아 - 폴란드 - 핀란드 | 발트해의 수계에 있으나 접해 있지는 않은 국가 - 노르웨이 - 벨라루스 - 슬로바키아 - 우크라이나 - 체코 |

## 섬
다음은 발트해에 있는 섬 목록이다.
| - 올란드 제도 - 사리스토메리(핀란드 인근의 다도해) - 파르가스섬 - 나구섬 - 코르포섬 - 후채르섬 - 쿠스타비섬 | - 보른홀름섬(덴마크) - 고틀란드섬(스웨덴) - 하일루오토섬(스웨덴) - 히이우마섬(핀란드) - 코트린섬(러시아) - 무후섬(에스토니아) - 엘란드섬(스웨덴) - 뤼겐섬(독일) | - 사레마섬(에스토니아) - 스톡홀름 제도 - 우제돔섬(독일, 폴란드) - 콰르켄섬(핀란드) - 월린섬(폴란드) |

## 도시

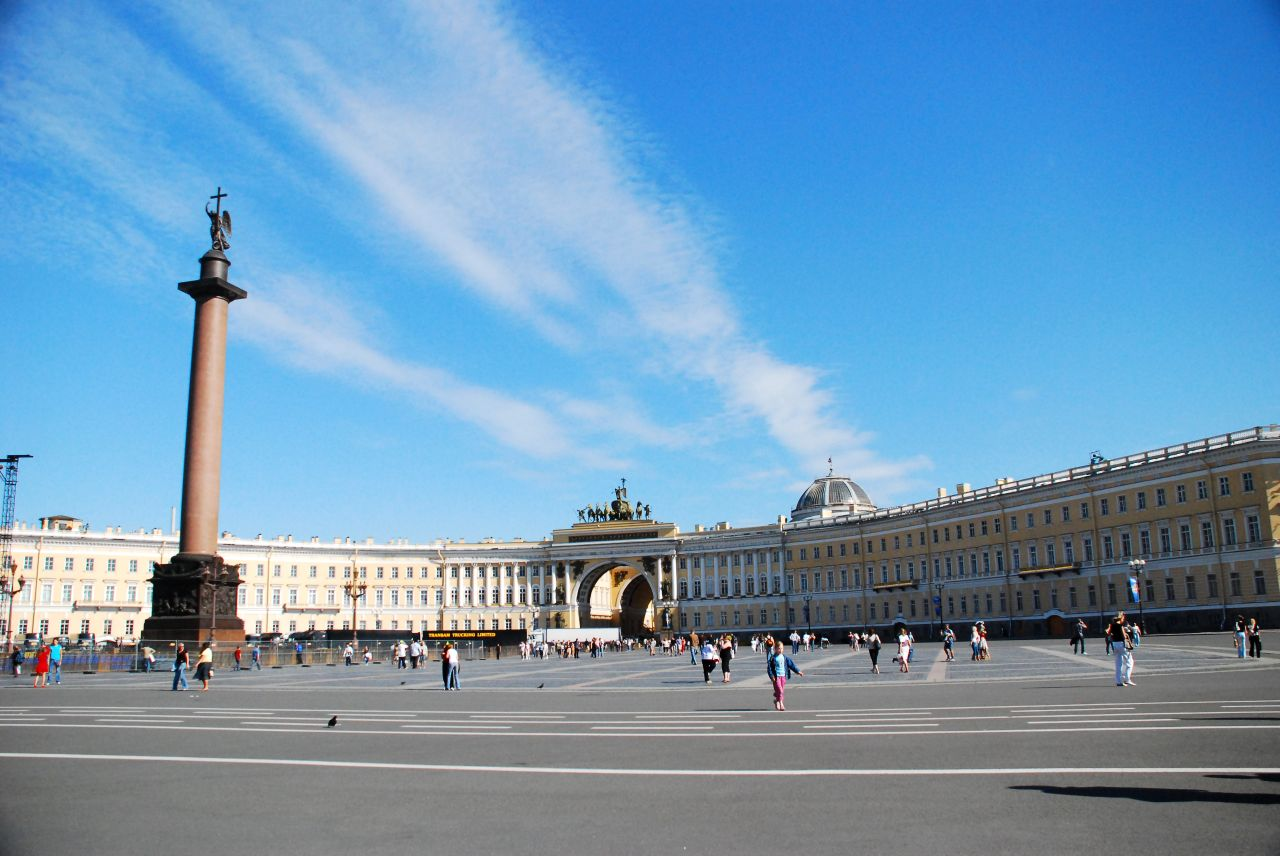
상트페테르부르크
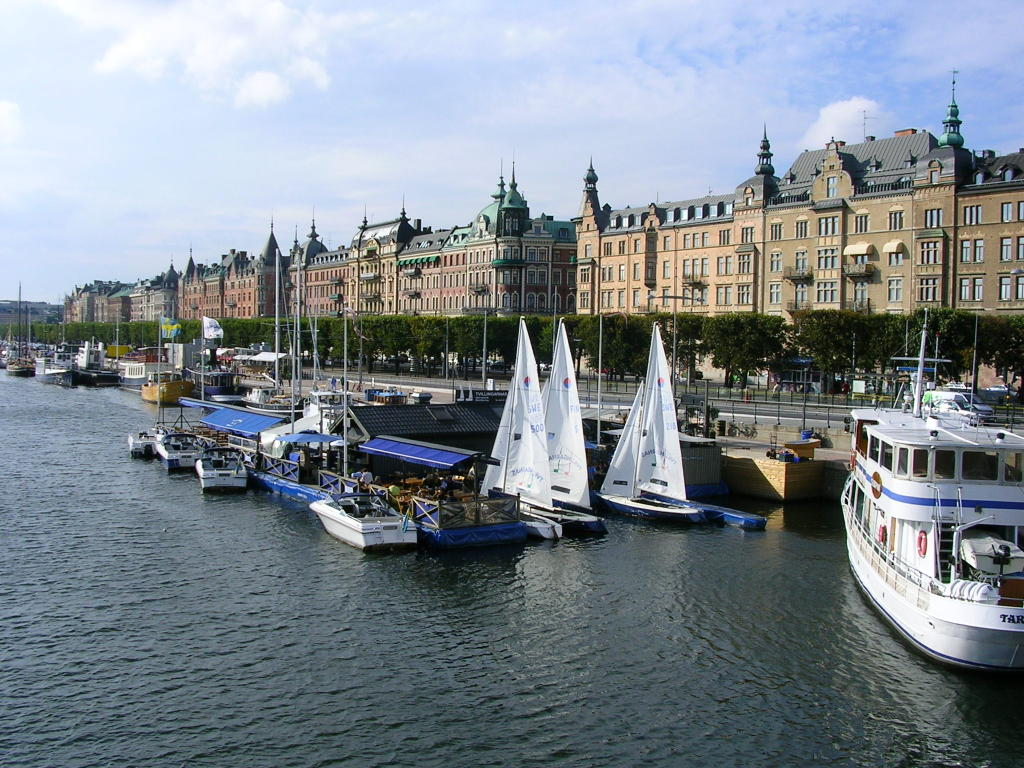
스톡홀름
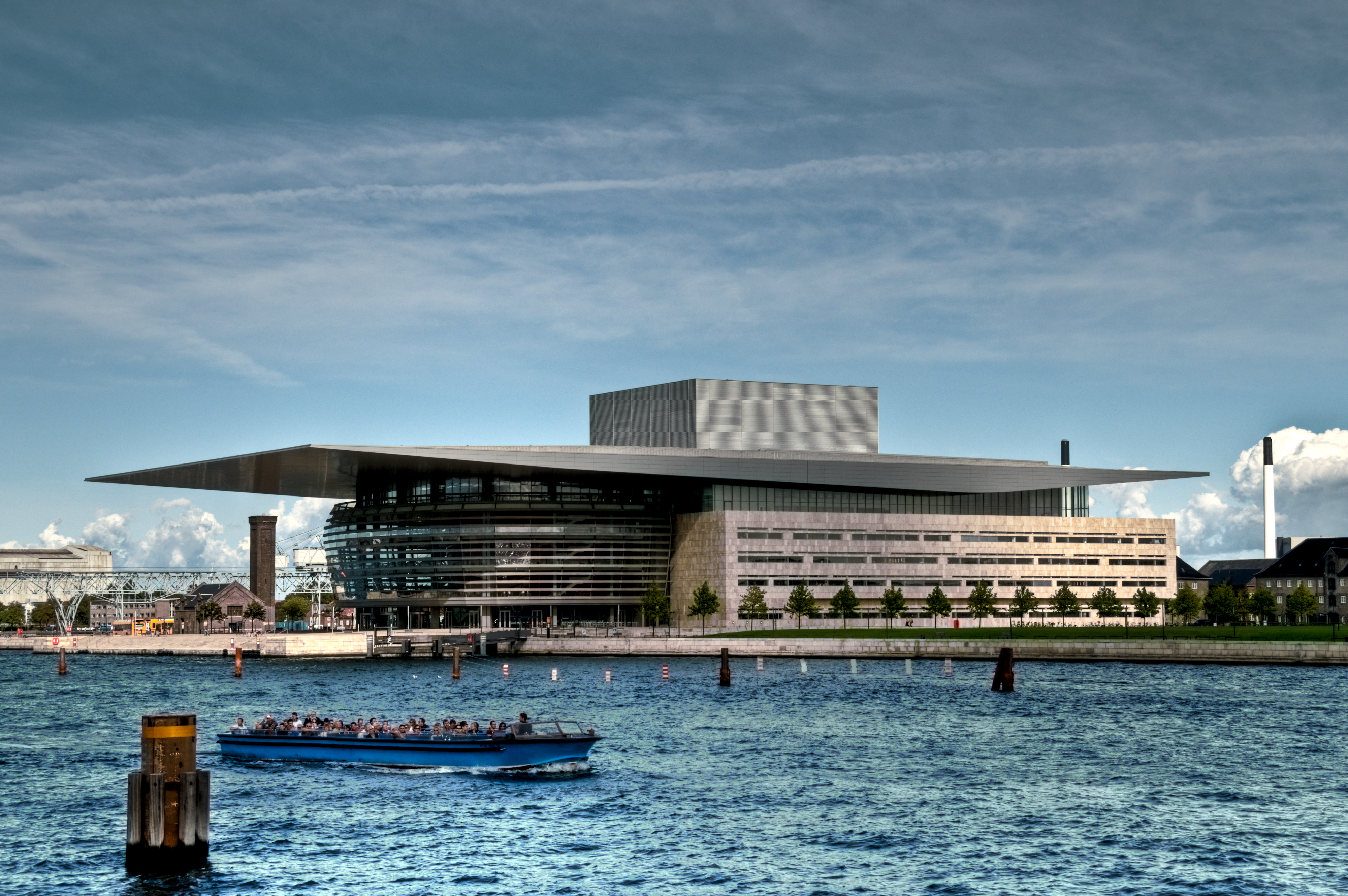
코펜하겐
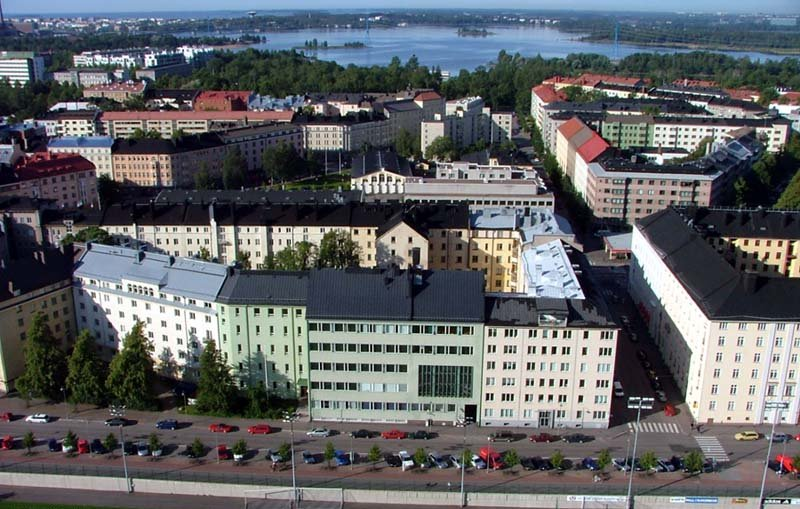
헬싱키
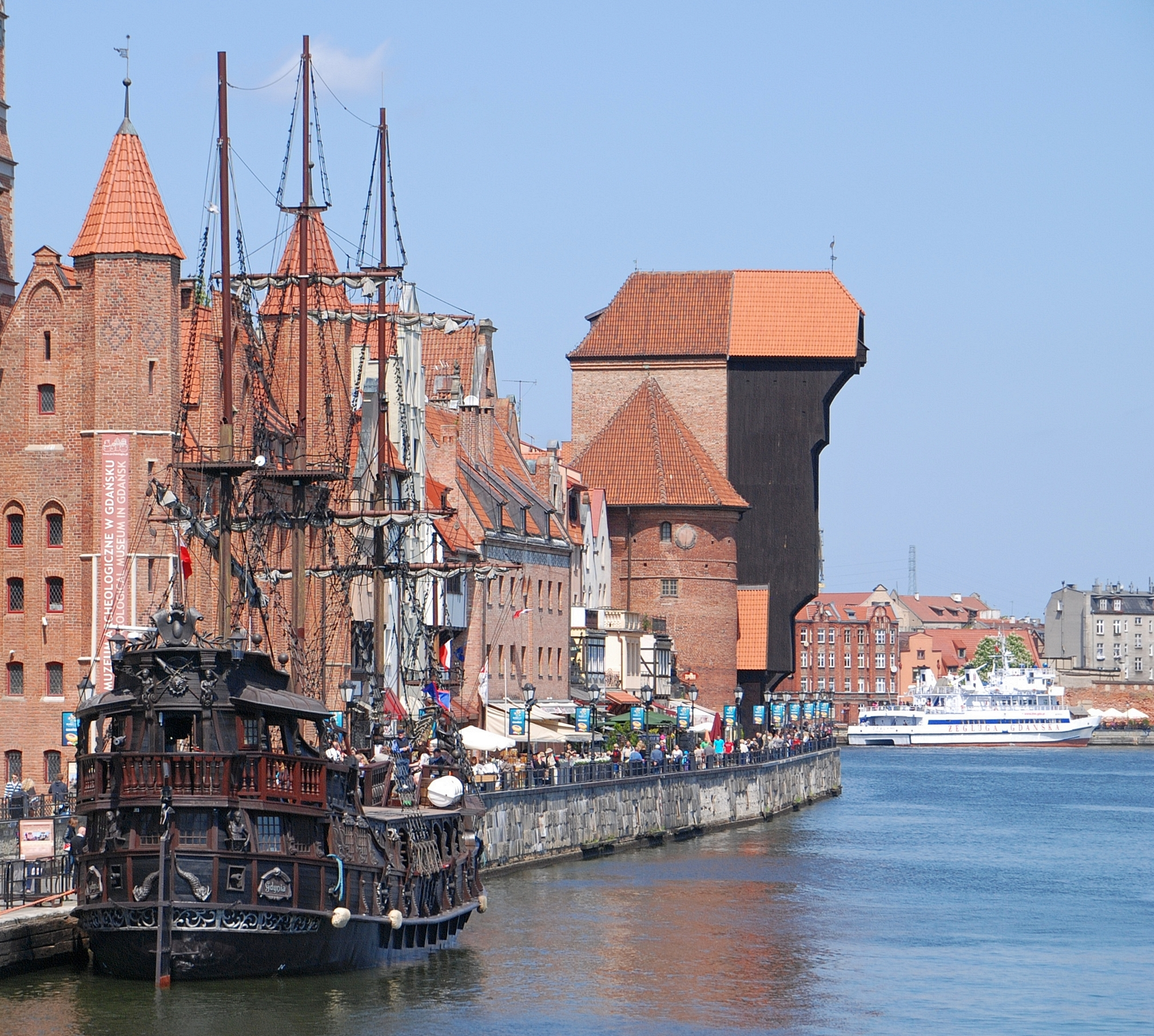
그단스크
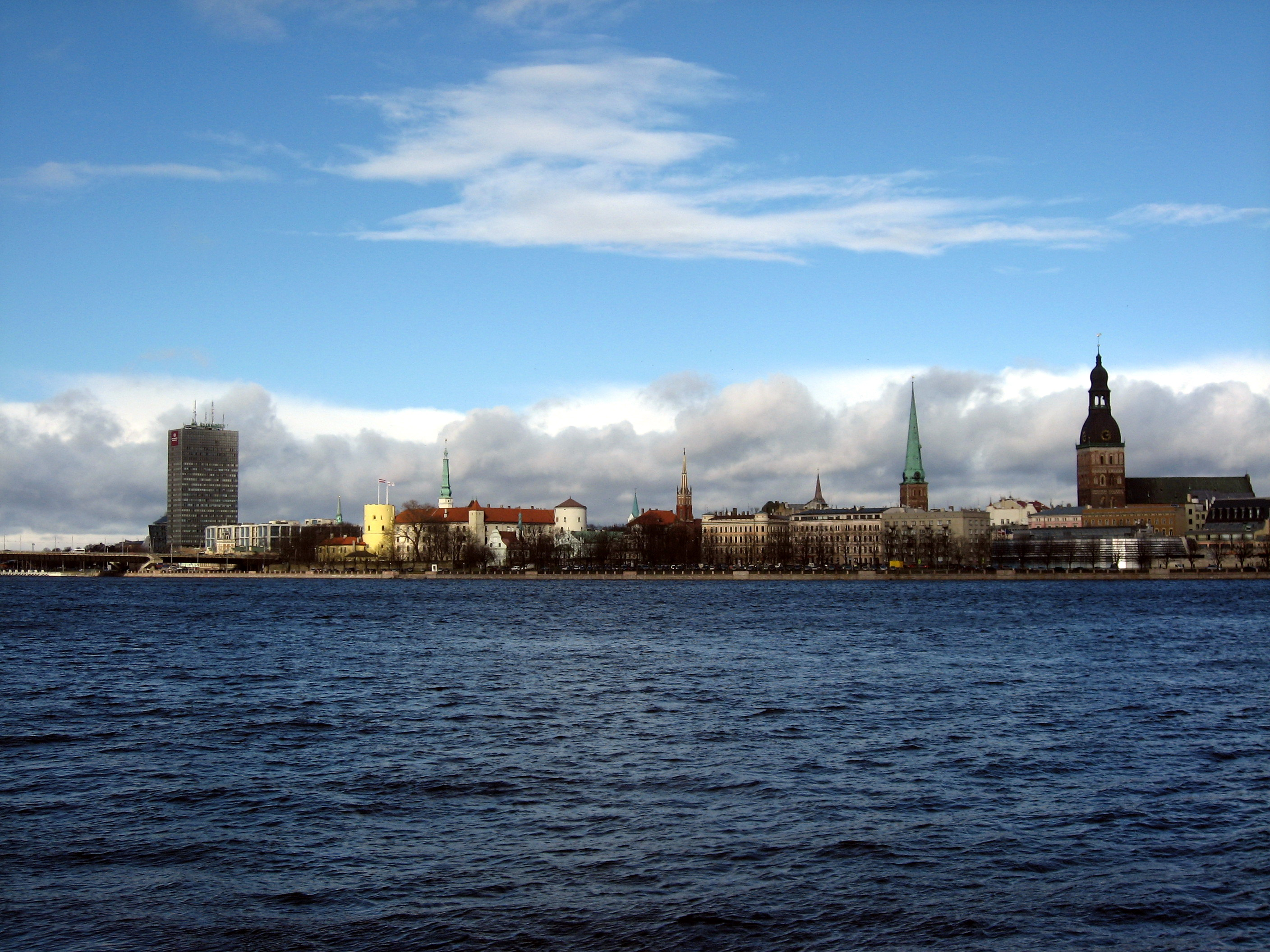
리가
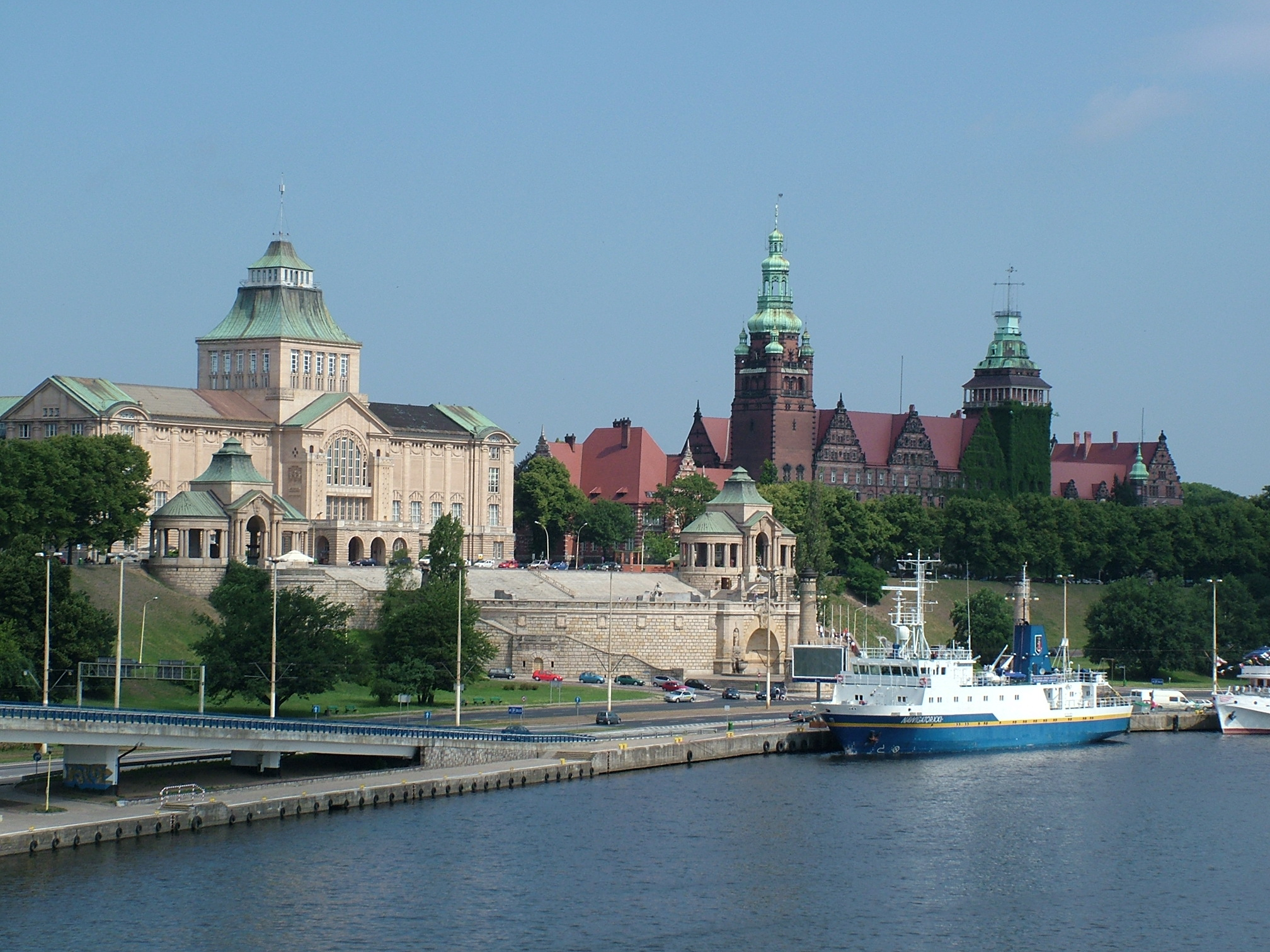
슈체친
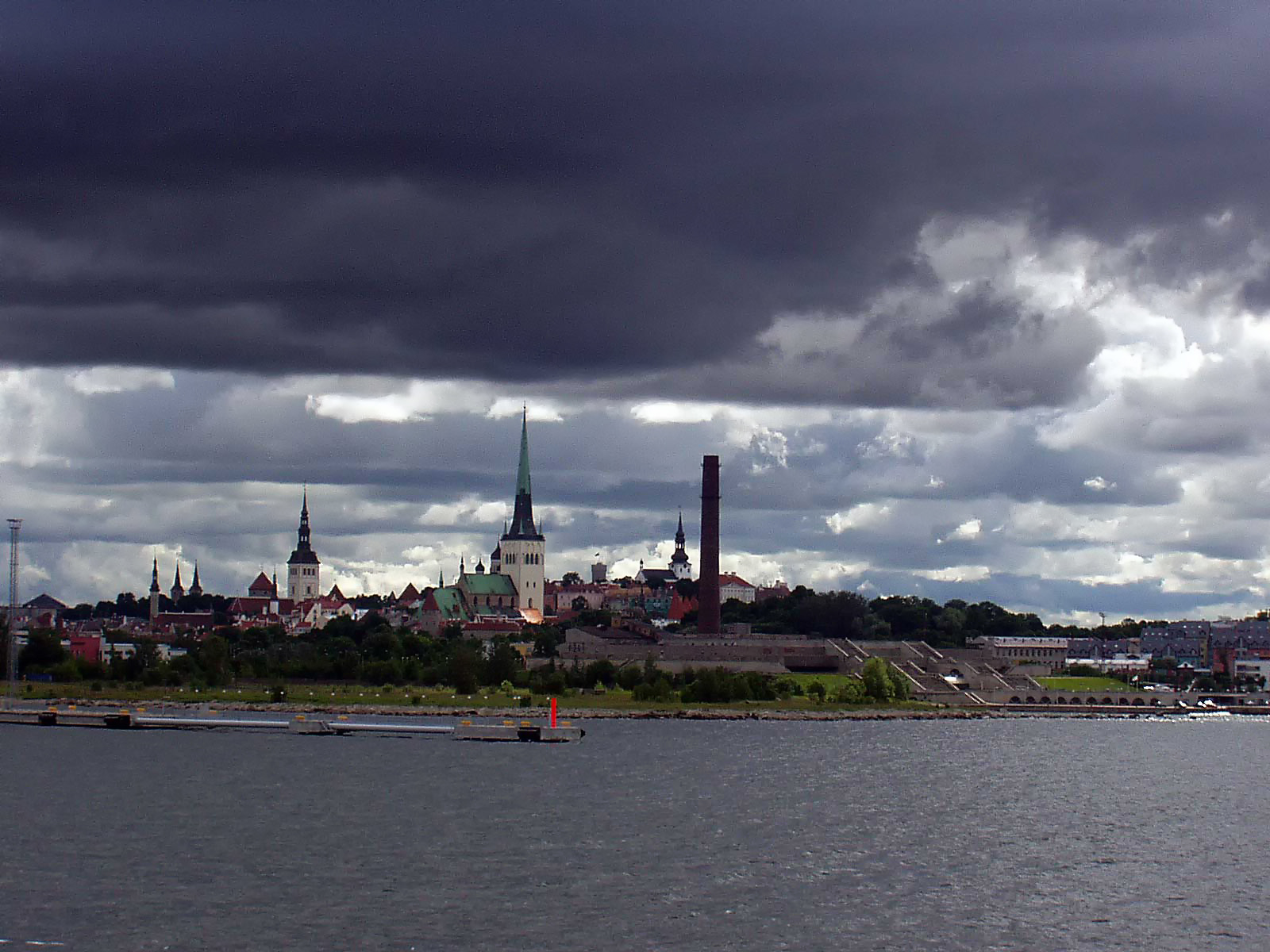
탈린
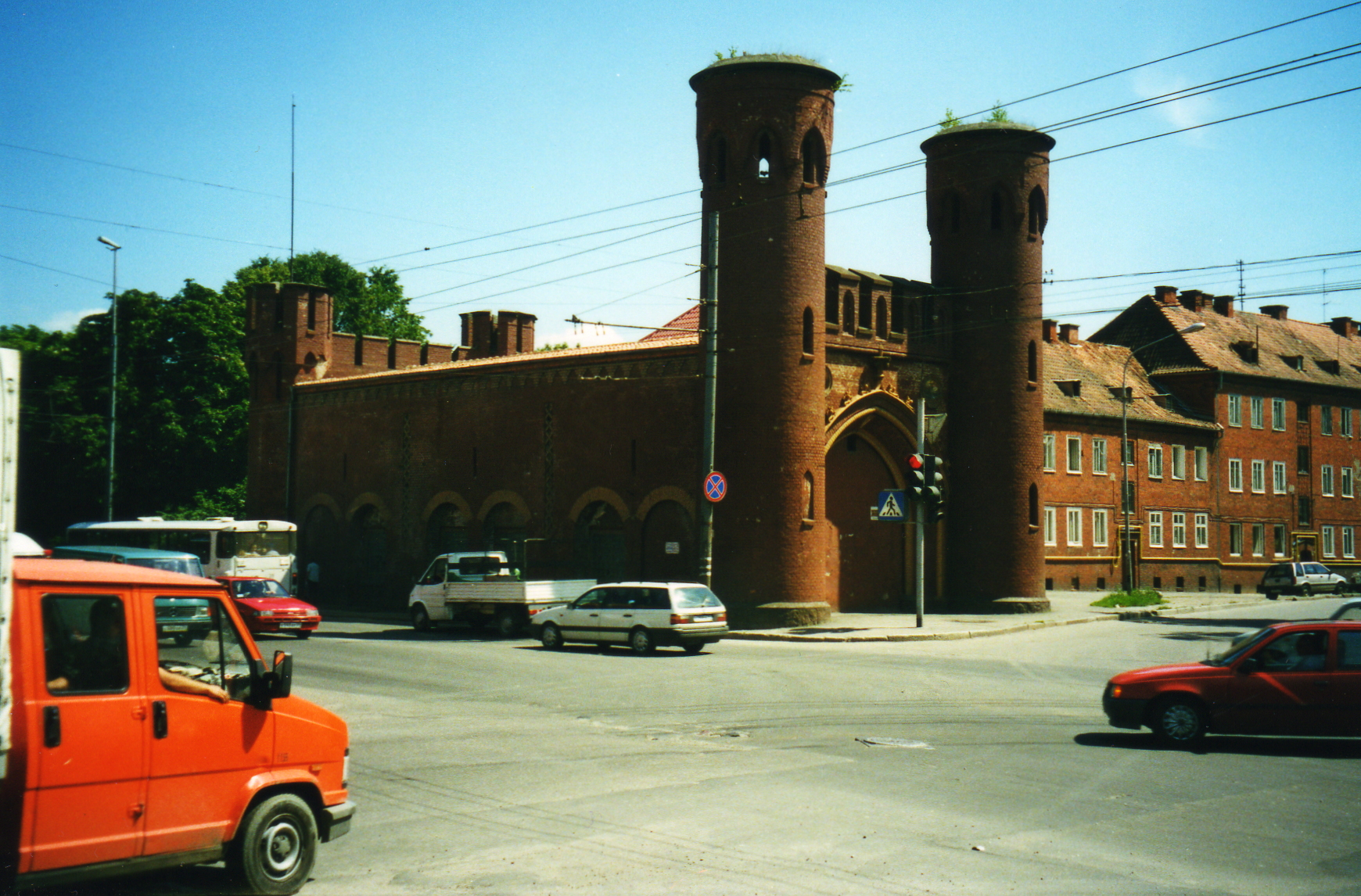
칼리닌그라드
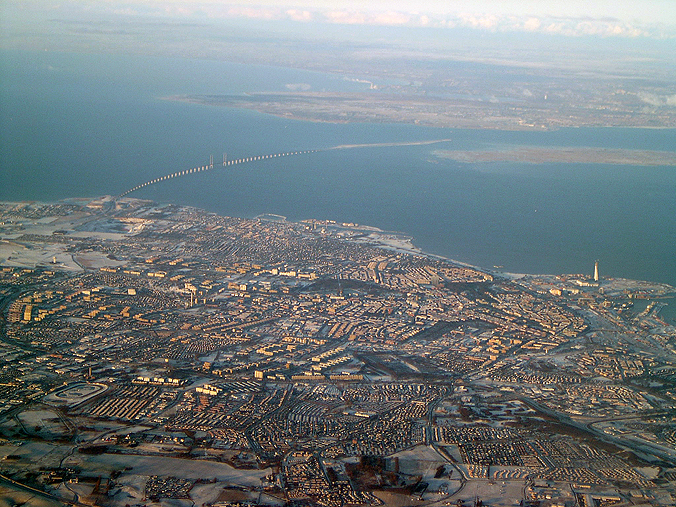
말뫼
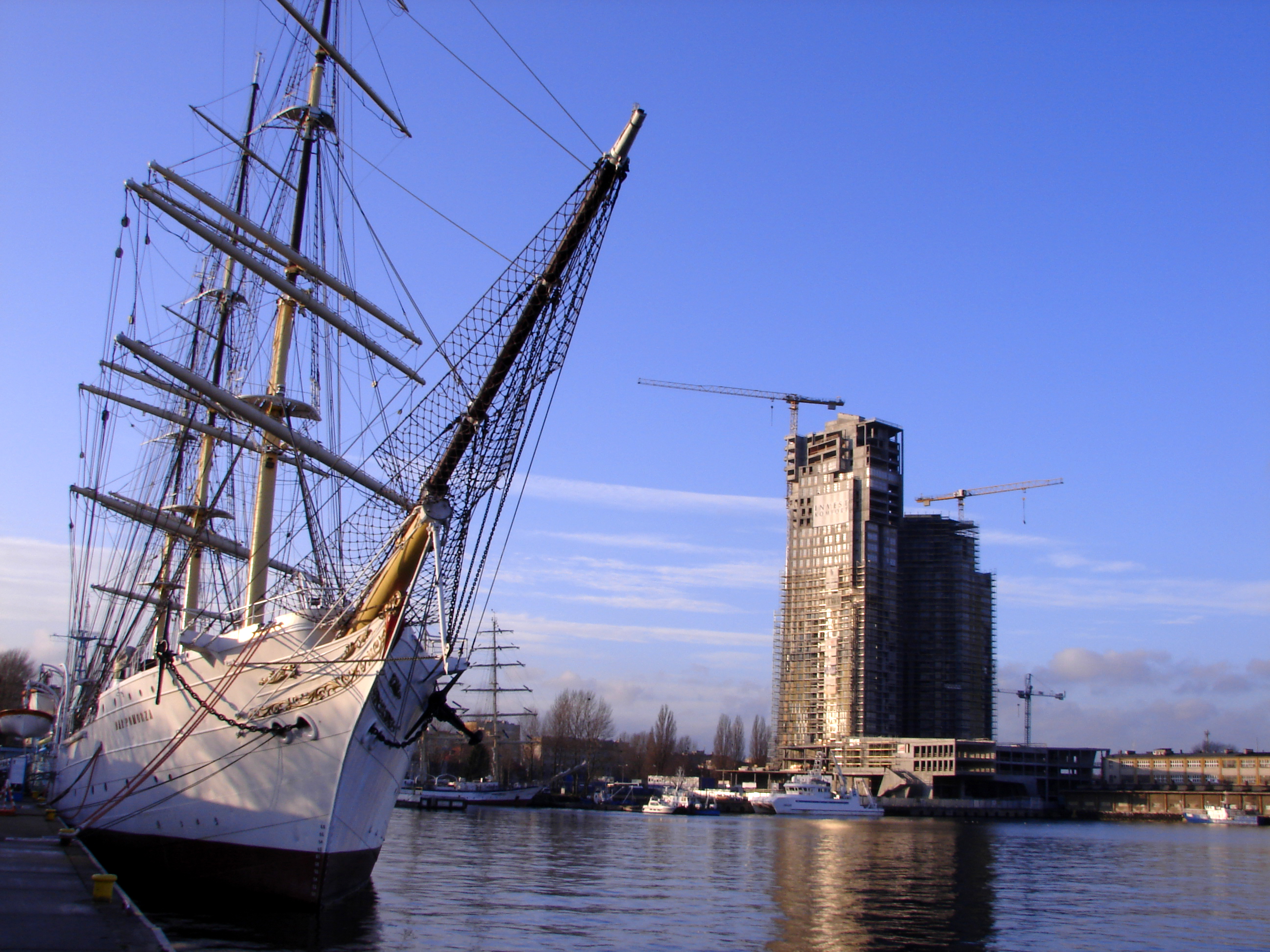
그디니아
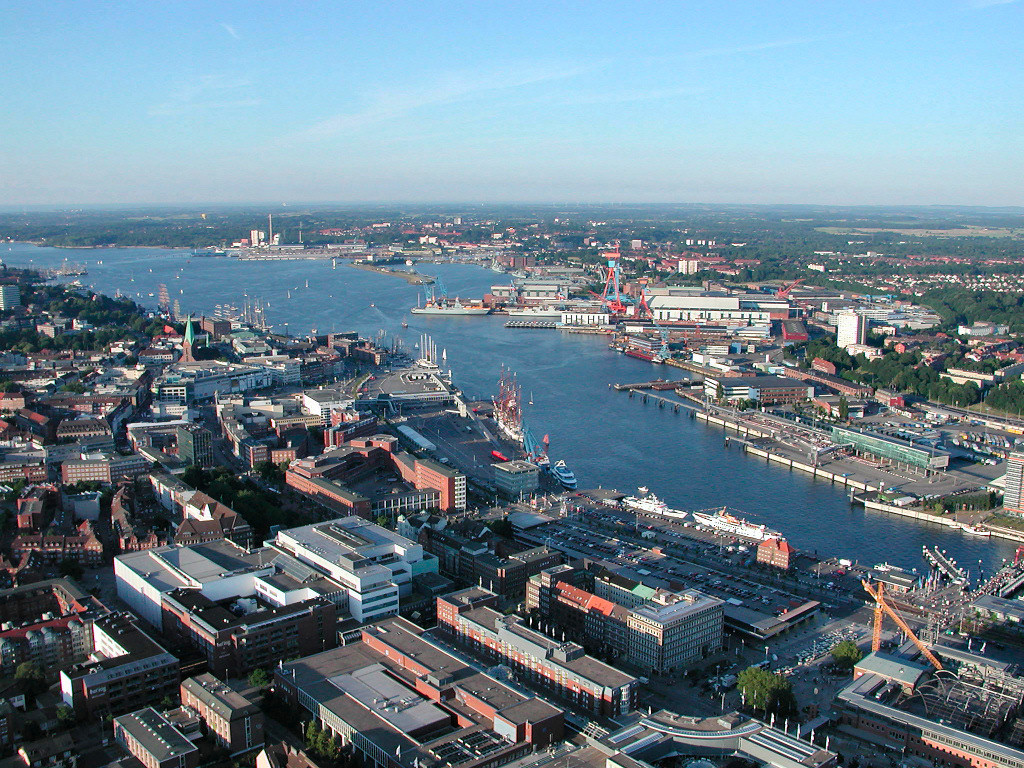
킬
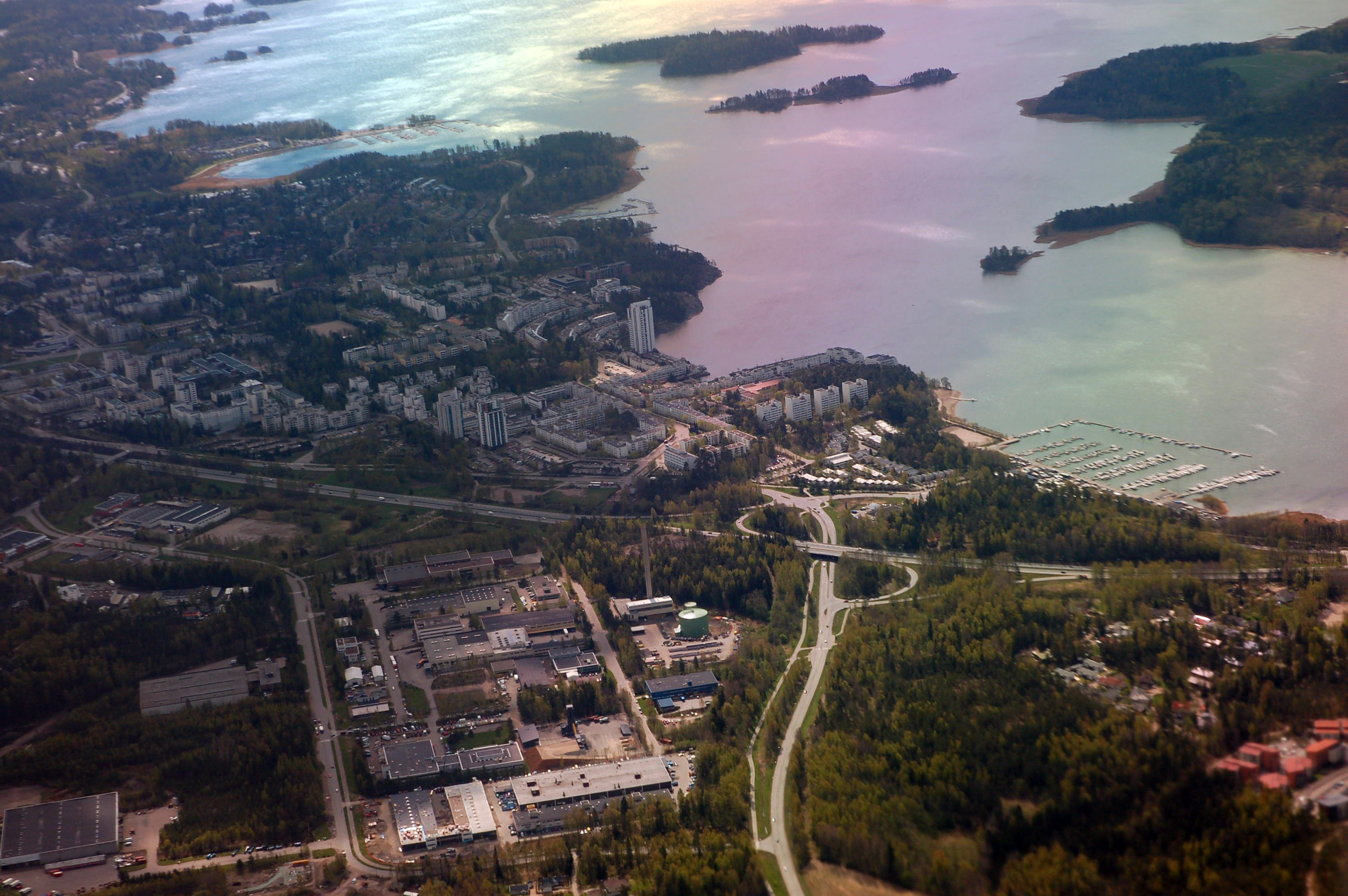
에스포
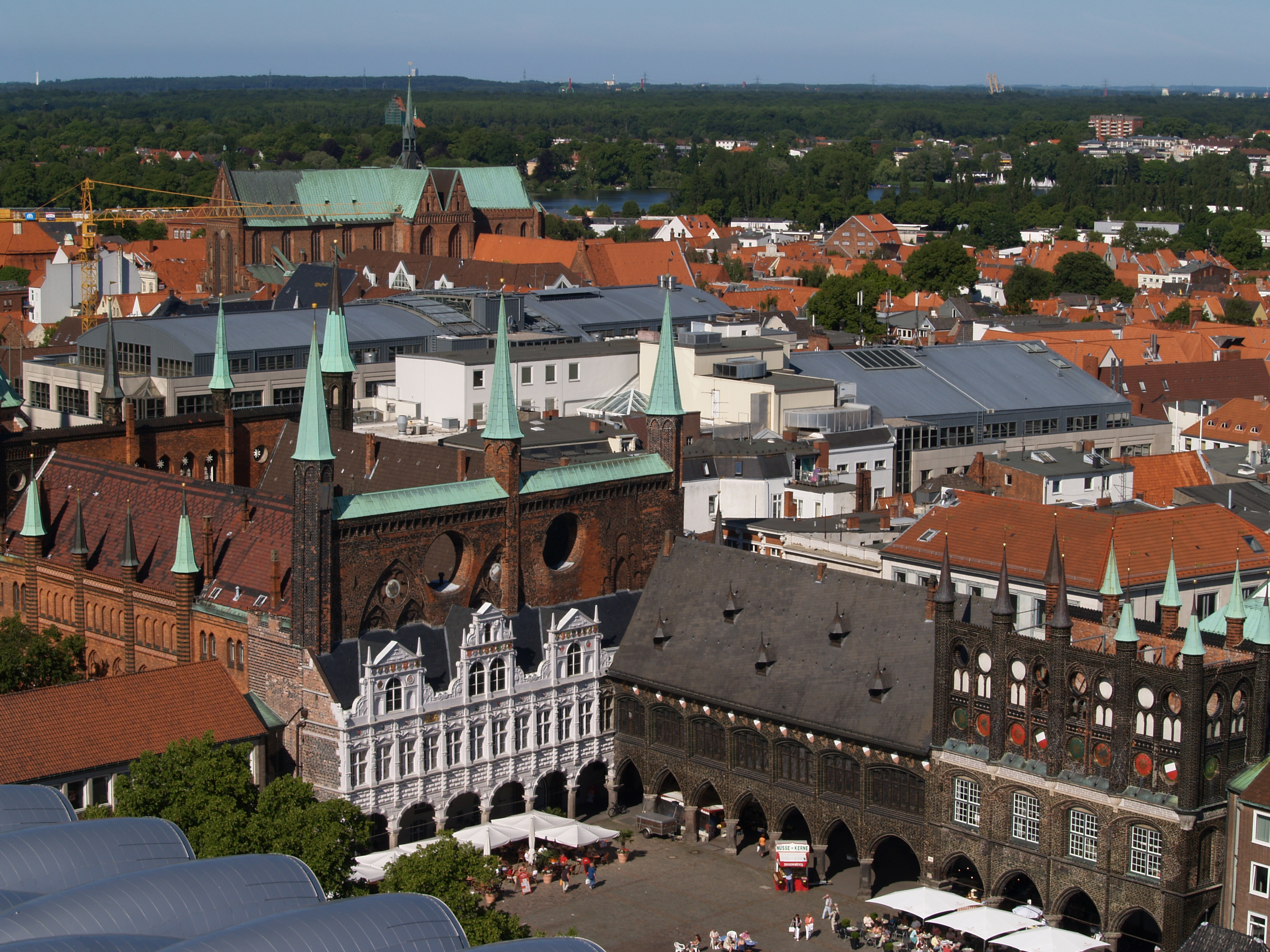
뤼베크
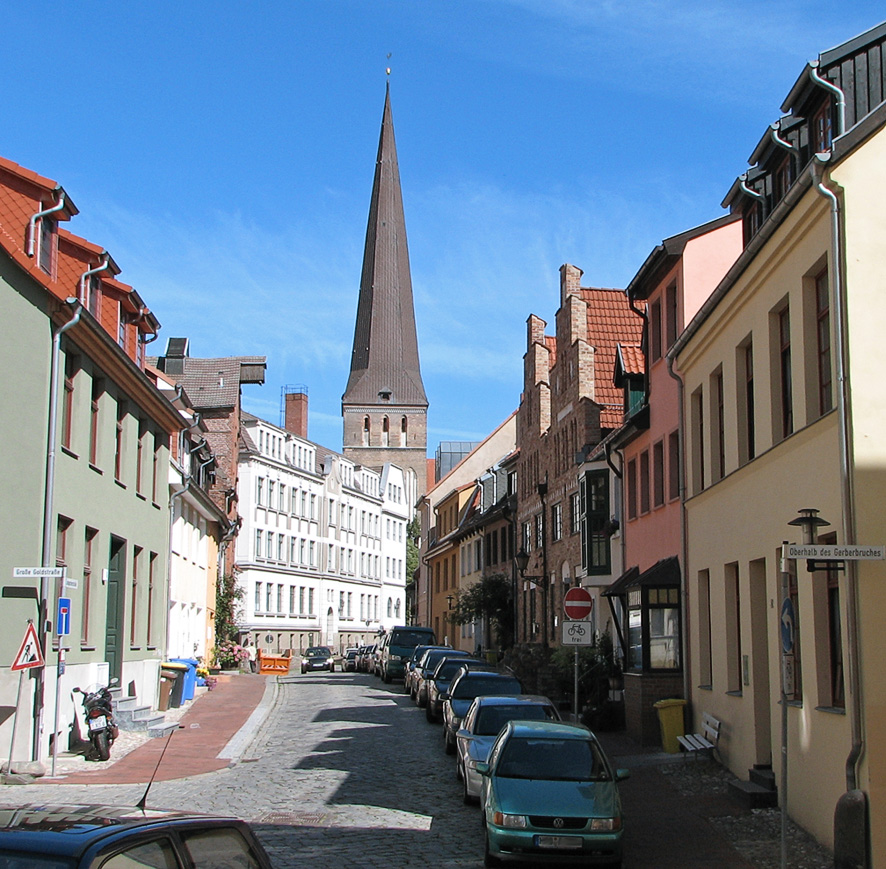
로스토크
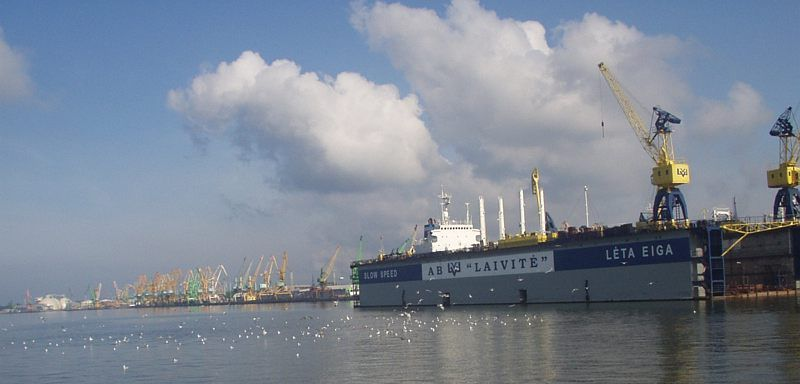
클라이페다
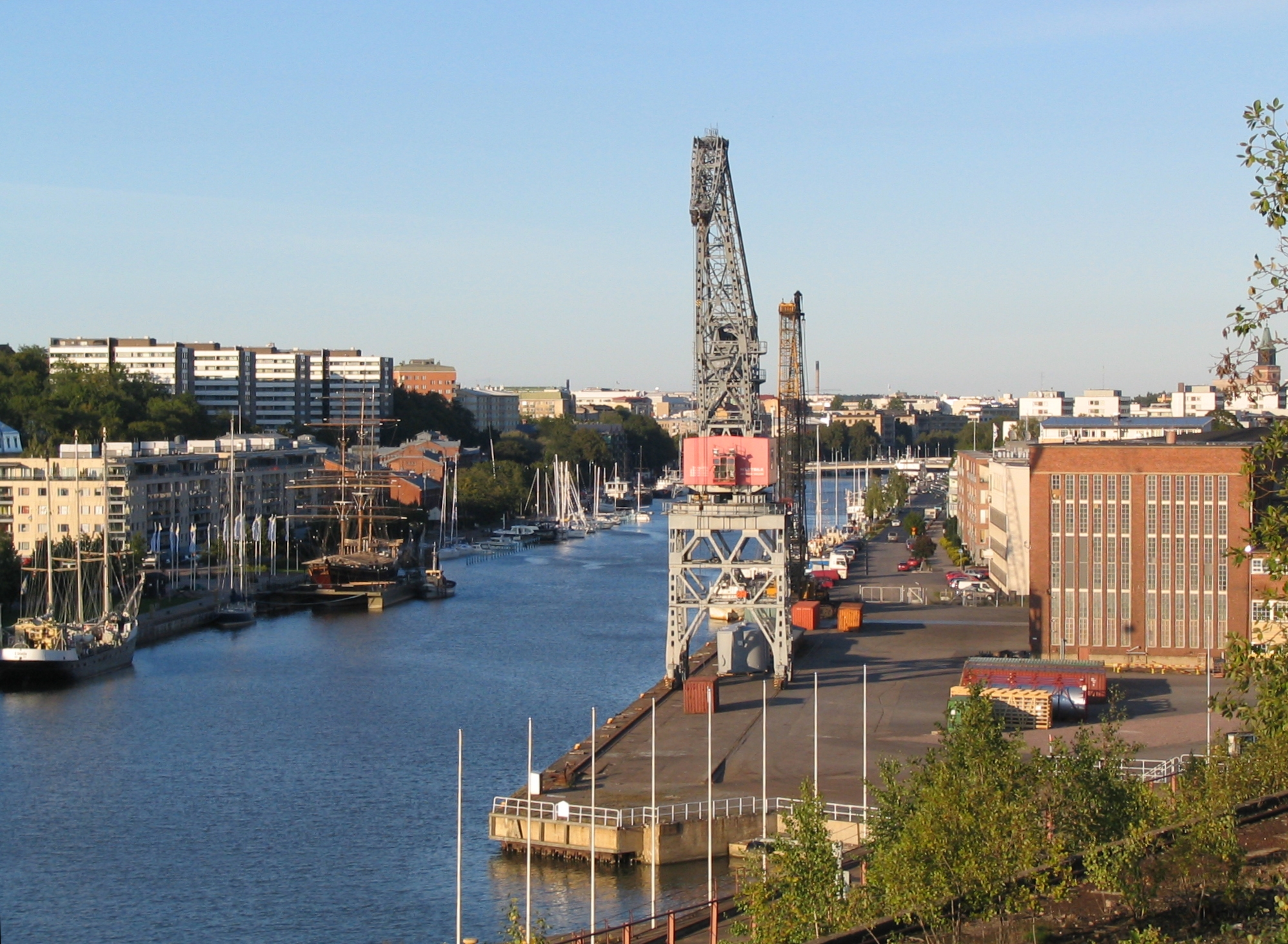
투르쿠
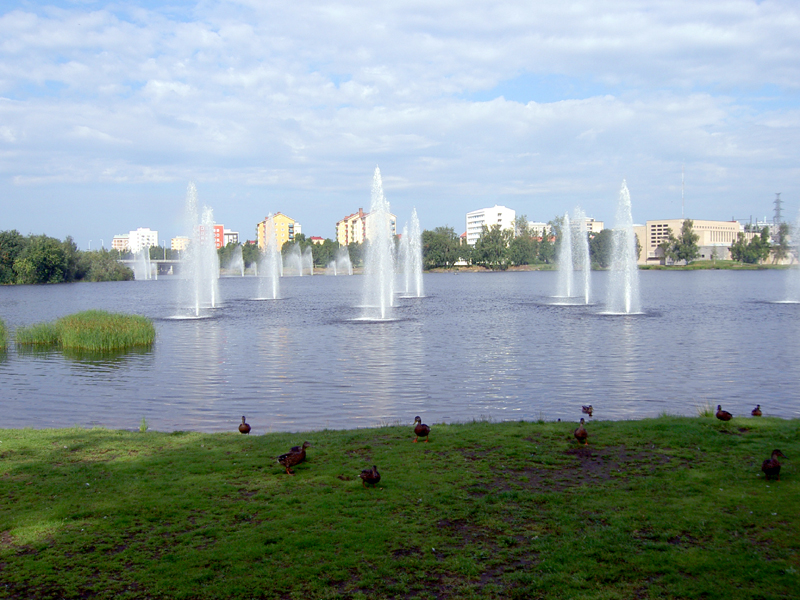
오울루

## 같이 보기
- 발트 3국
- 발트해 연안국